# Palestro (destroyer)
Pour les articles homonymes, voir Palestro.
Le Palestro (fanion « PT ») était un destroyer (puis, plus tard, un torpilleur) italien, navire de tête de la classe Palestro, lancé en 1920 pour la Marine royale italienne (en italien : Regia Marina).

## Conception et description
Ces navires avaient une longueur totale de 81,9 mètres longueur hors-tout (80 m en longueur de flottaison), une largeur de 8 mètres et un tirant d'eau de 3,1 mètres. Ils déplaçaient 1 033 tonnes à charge normale, et 1 180 tonnes à pleine charge. Leur effectif était de 6 officiers, 100 sous-officiers et matelots.
Les Palestro étaient propulsés par deux turbines à vapeur Zoelly, chacune entraînant un arbre d'hélice et utilisant la vapeur fournie par quatre chaudières Thornycroft. La puissance nominale des turbines était de 22 000 chevaux-vapeur (16 400 kW) pour une vitesse de 32 nœuds (59 km/h) en service. Ils avaient une autonomie de 1 970 milles nautiques (3 650 km) à une vitesse de 15 nœuds (28 km/h).
Leur batterie principale était composée de 4 canons Schneider-Armstrong Modèle 1919 de 102/45 mm. La défense antiaérienne (AA) des navires de la classe Palestro était assurée par 2 canons simples Ansaldo de 76/40 mm. Ils étaient équipés de 4 tubes lance-torpilles de 450 millimètres dans deux supports doubles au milieu du navire. Les Palestro étaient également équipés d'un équipement pour le transport et la pose de 38 mines.

## Construction et mise en service
Le Palestro est construit par le chantier naval Cantiere navale fratelli Orlando à Livourne en Italie, et mis sur cale le 12 avril 1917. Il est lancé le 23 mars 1920 et est achevé et mis en service le 26 janvier 1921. Il est commissionné le même jour dans la Regia Marina.

## Histoire de service
Construit entre avril 1917 et janvier 1921, le Palestro est le leader d'une classe de quatre destroyers. Au début des années 1920, peu après son entrée en service, le destroyer opère pour le compte de l'Académie navale de Livourne.
Entre le 3 et le 5 mai 1921, le Palestro, avec à son bord l'amiral Vittorio Tur, transporte d'Antibes à San Remo le corps du roi Nicolas Ier du Monténégro, décédé quatre jours plus tôt.
Par la suite, le destroyer participe à diverses croisières en Méditerranée. En 1929, le destroyer, ainsi que ses navires-jumeaux (sister ships) Confienza, San Martino et Solferino, constituent le VIIe escadron de destroyers, qui, avec le VIIIe escadron de destroyers (composé d'unités de la classe Curtatone) et le croiseur éclaireur Augusto Riboty, forment la 4e flottille de destroyers, appartenant à la IIe division de torpilleurs, qui fait partie de la 2e escadre navale basée à Tarente.
Au cours de la même année 1929, le navire est envoyé en mer Noire, tandis qu'en 1931, il est affecté, avec les croiseurs éclaireurs Bari et Taranto, les destroyers Monzambano et San Martino et le torpilleur Dezza, à la IVe division de torpilleurs de la 2e escadre navale.
En 1934-1935, le navire est envoyé en mer Rouge, sous les ordres du Comando Superiore Navale local (qui comprend également le Bari, le croiseur éclaireur Pantera, le torpilleur Audace, les mouilleurs de mines Azio et Ostia et le pétrolier Niobe), tandis que plus tard, il est déployé en Cyrénaïque.
En 1938 (selon d'autres sources en 1930), le Palestro subit des modifications qui voient le relèvement de la cheminée avant, car la fumée gênait autrement la visée et la direction du tir. Au cours de la même année, le vieux navire est déclassé en torpilleur,.
Peu avant le début de la Seconde Guerre mondiale, il est prévu de moderniser l'armement anti-aérien des quatre unités de la classe Palestro, en remplaçant l'un des canons de 102 mm et les deux canons de 76 mm par quatre mitrailleuses de 20 mm, mais ce plan n'a jamais été mis en œuvre.
Lors de l'entrée de l'Italie dans la Seconde Guerre mondiale, le 10 juin 1940, le Palestro appartient au XVe escadron de torpilleurs, formé avec ses navires-jumeaux Confienza, San Martino et Solferino, basé à Venise. Pendant le conflit, le navire opère dans le sud de l'Adriatique, principalement pour des missions d'escorte et de chasse anti-sous-marine.
Le 20 août 1940, en effet, avec la création du Comando Superiore Traffico Albania (Maritrafalba), qui devient actif le 5 septembre 1940, le Palestro est stationné à Brindisi et affecté, avec d'autres unités (deux anciens destroyers, neuf autres torpilleurs, trois croiseurs auxiliaires et le XIIIe escadron de MAS (Motoscafo Armato Silurante)), à ce commandement, pour le service d'escorte de convois à destination et en provenance de l'Albanie.
Le 5 septembre 1940, le Palestro commence son service pour le compte de Maritrafalba en escortant de Bari à Durrës, avec le croiseur auxiliaire Barletta et le vieux torpilleur Giacomo Medici, le navire à moteur Rossini et le vapeur Italia, chargés de 1 090 hommes de la Division "Parma" et de 97 tonnes de fournitures. Le lendemain, le Palestro et le Medici quittent Durrës pour Bari, afin d'escorter le Italia et le Rossini, qui retournent en Italie à vide.
Le 7 septembre 1940, le torpilleur quitte Brindisi pour escorter les cargos à vapeur Nita et Maria vers Durrës, transportant 212 véhicules et 18 motos. Trois jours plus tard, le 10, le navire quitte Durrës pour Bari, avec son navire-jumeau Solferino, pour escorter les vapeurs Galilea, Quirinale et Oreste, qui retournent à vide en Italie.
Le 12 septembre, le Palestro escorte de Bari à Durrës les vapeurs Premuda, Oreste et Antonietta Costa, avec une cargaison de 1 305 quadrupèdes et 135 tonnes de fournitures. Le 15 septembre, le navire retourne en Italie, escortant de Durrës à Bari les vapeurs vides Chisone et Nita.
Le 19 septembre, le torpilleur, ainsi que le croiseur auxiliaire Capitano A. Cecchi, escorte de Bari à Durrës un convoi composé des vapeurs Maria, Perla, Premuda et Oreste, transportant 929 quadrupèdes et 2 520 tonnes de véhicules et autres fournitures.
Le 21 septembre 1940, à 12h30, le Palestro, sous le commandement du lieutenant de vaisseau (tenente di vascello) Luigi Risso, quitte Durrës pour escorter trois navires marchands vides vers Bari: le Oreste, le Premuda et le petit navire à moteur Carlotta. Le convoi se dispose en ligne, avec le Carlotta en tête, le Premuda au milieu et le Oreste à l'arrière, avançant à la vitesse de sept nœuds (13 km/h), le maximum permis par la lenteur du Carlotta, tandis que le Palestro, pour l'escorte, change constamment de position autour du convoi, ainsi que, par conséquent, de cap et de vitesse. À 18h20 le 22 septembre, le Palestro, qui se trouve en tête du convoi, à une trentaine de milles nautiques (55 km) de Durrës, vire à gauche, probablement pour se placer à l'arrière du convoi, ou pour le contourner, mais n'augmente pas immédiatement sa vitesse. Dès qu'il termine son tour, les sillages de trois torpilles sont aperçus à bord du torpilleur, sur le côté bâbord: les torpilles ont été lancées depuis le sous-marin britannique HMS Osiris (N67). Le commandant Risso met les moteurs en avant toute et tout le gouvernail à bâbord, afin d'éviter les torpilles et de se diriger vers le point d'où elles venaient, afin d'éperonner le sous-marin. Immédiatement après, cependant, une des torpilles touche le Palestro au niveau du pont, entre les chaufferies avant et le dépôt de munitions. Le torpilleur se brise en deux: la proue bascule sur le côté tribord et coule immédiatement, entraînant avec elle plus de la moitié de l'équipage, dont le commandant Risso et tous les hommes de la passerelle. La poupe flotte pendant environ quatre minutes, donnant à l'équipage le temps de l'abandonner. Finalement, le navire coule à la position géographique de 41° 19′ N, 18° 34′ E, à environ quarante milles nautiques (74 km) à l'ouest de Durrës,,.
Le Carlotta se rend immédiatement sur les lieux du naufrage, mettant à l'eau ses propres embarcations et recueillant 43 survivants. Le Premuda, après avoir rapidement lancé les signaux de détresse, vire à gauche et se dirige vers le point d'où provenaient les torpilles, pour empêcher le sous-marin de revenir attaquer avec des torpilles ou de sortir pour attaquer avec son canon (pendant cette manœuvre, le vapeur heurté une épave immergée), il s'est ensuite dirigé vers le point de naufrage et a fait descendre ses canots de sauvetage à tour de rôle, puis zigzague autour du Carlotta et en le défendant pendant qu'il mettait les survivants en lieu sûr, tout en répondant aux messages radio demandant des nouvelles de l'incident. Le Oreste, après avoir manœuvré pour éviter deux torpilles, imite les manœuvres du Premuda. Après la récupération de six survivants, le convoi, mené par le Premuda, atteint Bari.
Le commandant Risso, deux autres officiers et 69 sous-officiers et marins, pour un total de 72 hommes, périssent avec le Palestro, tandis que deux officiers et 51 sous-officiers et marins sont sauvés.
L'enquête sur la perte du torpilleur conclut que le manque de vitesse du navire a probablement contribué à la réussite du lancement par le sous-marin ennemi, qui, étant multiple, avait toutefois une forte probabilité de succès. Maritrafalba ordonna que les commandants des unités affectées aux escortes, tout en suivant les ordres généraux quant aux positions à prendre, les maintiennent de manière élastique, et ne réduisent jamais la vitesse en dessous de 16 nœuds (30 km/h).
Pour leur conduite après le torpillage du torpilleur, les commandants des trois vapeurs sont décorés de la Croix de guerre de la valeur militaire . Le commandant Risso a reçu la médaille d'argent de la valeur militaire.

## Curiosité
Le 14 juin 2018, le dernier survivant du naufrage du Palestro, alors Guardiamarina (garde-marine) Oliviero Andrea Scuto, né en 1916, décoré d'une médaille de bronze de la valeur militaire, est décédé.

## Sources
- (it) Cet article est partiellement ou en totalité issu de l’article de Wikipédia en italien intitulé « Palestro (cacciatorpediniere) » (voir la liste des auteurs).